# Plav
Plav là một làng thuộc huyện České Budějovice, vùng Jihočeský, Cộng hòa Séc.